# Рентісвілл (Оклахома)
Рентісвілл (англ. Rentiesville) — місто (англ. town) в США, в окрузі Макінтош штату Оклахома. Населення — 103 особи (2020).

## Географія
Рентісвілл розташований за координатами 35°31′59″ пн. ш. 95°29′6″ зх. д. / 35.53306° пн. ш. 95.48500° зх. д. (35.533059, -95.484947).  За даними Бюро перепису населення США в 2010 році місто мало площу 4,46 км², уся площа — суходіл.

## Демографія
Згідно з переписом 2010 року, у місті мешкало 128 осіб у 53 домогосподарствах у складі 34 родин. Густота населення становила 29 осіб/км².  Було 75 помешкань (17/км²).
Расовий склад населення:
| - 50,0 % — чорних або афроамериканців - 32,0 % — білих - 6,3 % — корінних американців |

До двох чи більше рас належало 11,7 %. Частка іспаномовних становила 3,1 % від усіх жителів.
За віковим діапазоном населення розподілялося таким чином: 22,7 % — особи молодші 18 років, 50,0 % — особи у віці 18—64 років, 27,3 % — особи у віці 65 років та старші. Медіана віку мешканця становила 48,3 року. На 100 осіб жіночої статі у місті припадало 85,5 чоловіків;  на 100 жінок у віці від 18 років та старших — 83,3 чоловіків також старших 18 років.
Середній дохід на одне домашнє господарство  становив 52 190 доларів США (медіана — 30 417), а середній дохід на одну сім'ю — 67 126 доларів (медіана — 45 833). Медіана доходів становила 31 250 доларів для чоловіків та 26 250 доларів для жінок. За межею бідності перебувало 24,8 % осіб, у тому числі 80,0 % дітей у віці до 18 років та 5,9 % осіб у віці 65 років та старших.
Цивільне працевлаштоване населення становило 72 особи. Основні галузі зайнятості: виробництво — 34,7 %, освіта, охорона здоров'я та соціальна допомога — 22,2 %, мистецтво, розваги та відпочинок — 16,7 %.